# Livets ljusa sida
Livets ljusa sida är ett studioalbum från 1988 av dansbandet Lasse Stefanz. Albumet blev en framgång, och placerade sig som bäst på 27:e plats på den svenska albumlistan. Albumet gavs ut på skivbolaget Frituna, efter att Lasse Stefanz tidigare under 1988 lämnat Mariann Grammofon. Låten "De sista ljuva åren", en duett med Christina Lindberg, var ursprungligen en B-sida, men blev en stor hit på Svensktoppen 1989-1990 .

## Låtlista
1. "Livets ljusa sida" (Finn Kalvik-Mackan)
2. "I sanden på stranden" (Surfin' Senorita) (Herb Alpert-Jerry Moss-Lasse Green)
3. "Ge mej en chans" (Come back to me) (Dolly Parton-Eva Andersson)
4. "Lilla fågel flyg" (J.C.Ericsson)
5. "Mitt hjärta sjung" (J.C.Ericsson)
6. "Sjung din sång" (Mano) (Alice May-Mackan)
7. "Om du vill" (J.C.Ericsson)
8. "De sista ljuva åren (duett med Christina Lindberg)" (J.C.Ericsson)
9. "Gå nu min älskling" (J.C.Ericsson)
10. "Tillbaks" (Keith Almgren-Martin Klaman)
11. "I nattens månsken" (In Spanish moonlight) (Rudolf Mussig-Detlef Reshöft-Eva Andersson)
12. "En ny Fred Astaire" (Lasse Sigfridsson)
13. "Skymningsklockor" (Albert Frederick Marzian-Arr: Lars-Åke Svantesson)
14. "Solen, havet och lyckan" (Evert Andersson)

## Listplaceringar
| Lista (1988-1989) | Topplacering |
| ----------------- | ------------ |
| Sverige           | 27.          |

### Fotnoter
1. ↑  ”Danswebb”. Arkiverad från originalet den 5 mars 2016. https://web.archive.org/web/20160305001106/http://www.dans-web.nu/skivor/index.php?pid=view&ref_cd=226. Läst 9 juni 2011.
2. ↑  Svenska dansband - Lasse Stefanz
3. ↑  Svensktoppen - 1990
4. ↑  Placering på den svenska albumlistan